# Битва при Мальмё
Битва при Мальмё (швед. Belägringen av Malmö) — сражение между шведской и датской армиями, произошедшее 26 июня 1677 года у города Мальмё и завершившееся победой шведов во время Датско-шведской войны 1675—1679 годов.

## Предыстория
Укрепленный город Мальмё был единственным шведским оплотом, который не попал в руки датчан в 1676 году, и в 1677 году он был использован в качестве базы для шведских операций на юго-западе провинции Сконе. Чтобы выиграть войну, датский король Кристиан V должен был захватить Мальмё. Осада началась 10 июня, когда датский флот встал на якорь на рейде к северу, а датская армия разбила лагерь на равнине к югу от города. Датские инженеры начали рыть траншеи, ведущие к замку на западе, а также к городской стене. 12 июня датчане привезли 28 осадных пушек и 27 мортир, которые начали бомбардировать замок и городские стены. Шведская администрация не была уверена в лояльности жителей — под властью Швеции они были лишь с 1658 года. Однако сообщения из Кристианстада о том, как Кристиан V позволил своим солдатам три часа грабить город после его взятия, внушили жителям, что наилучший вариант для них — поддержать шведов.

## Ход сражения
Обстрел стал более интенсивным вечером 25 июня, а в 13:00 26 июня началось сражение. Датчане провели мнимую атаку на замок Мальмёхус, а затем атаковали город одновременно со стороны южных (швед. Söderport) и восточных ворот (швед. Osterport). Датчане использовали фашины, лестницы и понтоны для пересечения рва. После ожесточенного боя датская гвардия под командованием Зигфрида фон Бибова смогла прорвать оборону около восточных ворот. Однако, как только датские войска вышли на гребень стены, датская артиллерия прекратила огонь, что дало возможность защитникам провести контратаку. Шведская артиллерия скоро начала стрелять по датчанам, перебиравшимся через ров, в результате чего погибло много датских солдат, а подкрепление для Бибова не смогло подойти. Внутри города у Бибова было слишком мало людей, чтобы пробиться к воротам и открыть их, и в конце концов он и все его люди были изрублены шведскими солдатами и жителями города. Ещё одно нападение на другую сторону восточных ворот не увенчалось успехом.

## Последствия
5 июля датская армия начала отступление на север, к Ландскруне. Датчане потеряли инициативу в войне, а также свои лучшие войска и некоторых из самых опытных командиров. Возможно, это стало причиной последовавшего поражения датчан в битве при Ландскруне.